# Mörksjön, Södermanland
Mörksjön är en sjö i Gnesta kommun i Södermanland och ingår i Norrströms huvudavrinningsområde.